# Canephora angustifolia
Canephora angustifolia är en måreväxtart som beskrevs av Herbert Fuller Wernham. Canephora angustifolia ingår i släktet Canephora och familjen måreväxter. Inga underarter finns listade i Catalogue of Life.